# Александровка (Сладковский район)
Александровка — село в Сладковском районе Тюменской области России. Административный центр Александровского сельского поселения.

## История
До 1917 года входило в состав Усовской волости Ишимского уезда Тюменской губернии. По данным на 1926 год состояло из 388 хозяйства. В административном отношении являлось центром Александровского сельсовета Сладковского района Ишимского округа Уральской области.

## Население
| 2010 |
| ---- |
| 629  |

По данным переписи 1926 года в селе проживало 2120 человек (1082 мужчины и 1038 женщин), в том числе: русские составляли 79 % населения, украинцы — 21 %.
Согласно результатам переписи 2002 года, в национальной структуре населения русские составляли 88 % из 828 чел.